# Indywidualne Mistrzostwa Polski na Żużlu 1990
Indywidualne Mistrzostwa Polski na Żużlu 1990 – zawody żużlowe, mające na celu wyłonienie medalistów indywidualnych mistrzostw Polski w sezonie 1990. Rozegrano cztery turnieje ćwierćfinałowe, dwa półfinały oraz finał, w którym zwyciężył Zenon Kasprzak.

## Finał
- Lublin, 15 sierpnia 1990
- Sędzia: Lechosław Bartnicki

| Msc. | Zawodnik               | Klub      | Pkt   |             |  |
| ---- | ---------------------- | --------- | ----- | ----------- |  |
| 1    | Zenon Kasprzak         | Leszno    | 13 +3 | (3,3,3,3,1) |  |
| 2    | Mirosław Korbel        | Rybnik    | 13 +2 | (2,3,2,3,3) |  |
| 3    | Tomasz Gollob          | Bydgoszcz | 12    | (2,3,2,2,3) |  |
| 4    | Wojciech Załuski       | Opole     | 11    | (3,u,3,3,2) |  |
| 5    | Henryk Bem             | Rybnik    | 10    | (2,1,3,1,3) |  |
| 6    | Roman Jankowski        | Leszno    | 9     | (1,2,3,2,1) |  |
| 7    | Wojciech Żabiałowicz   | Toruń     | 9     | (3,2,2,1,1) |  |
| 8    | Adam Pawliczek         | Rybnik    | 7     | (0,d,1,3,3) |  |
| 9    | Piotr Pawlicki         | Leszno    | 7     | (1,2,w,2,2) |  |
| 10   | Tomasz Fajfer          | Gniezno   | 6     | (0,2,2,0,2) |  |
| 11   | Grzegorz Malinowski    | Wrocław   | 5     | (3,0,1,1,d) |  |
| 12   | Włodzimierz Heliński   | Gniezno   | 5     | (w,3,1,1,0) |  |
| 13   | Romuald Janusz         | Rzeszów   | 4     | (0,1,d,2,1) |  |
| 14   | Mariusz Sielski        | Bydgoszcz | 3     | (2,1,0,0,0) |  |
| 15   | Jacek Gomólski         | Gniezno   | 2     | (1,0,1,0,–) |  |
| 16   | Stanisław Pogorzelski  | Opole     | 1     | (d,1,d,d,d) |  |
|      | rez. Eugeniusz Skupień | Rybnik    | 3     | (1,2)       |  |
|      | rez. Marek Muszyński   | Lublin    | 0     | (0)         |  |